# 71. вечити дерби у фудбалу
71. вечити дерби у фудбалу је фудбалска утакмица одиграна у Београду 7. новембра 1982. године, између Црвене звезде и Партизана. Утакмица се завршила резултатом 1 : 1 (0 : 1).